# Шевчук Василь Іванович

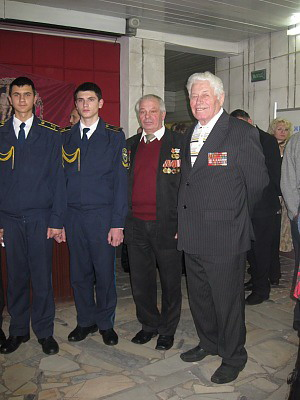
Василь Шевчук (праворуч) завжди готовий своєю порадою допомогти молодим курсантам

Шевчук Василь Іванович (27 серпня 1926 — 17 жовтня 2016) — український письменник, громадський діяч, краєзнавець. Створив спілку ветеранів Афганістану (воїнів-інтернаціоналістів) Чернігова і був першим її керівником. Ветеран Другої світової війни.

## Життєпис
Народився в селі Збараж Козятинського району Вінницької області у Родині Івана Пантелеймоновича та Феодори Андріївни 27 серпня 1926 року. 17 жовтня в Чернігові поховали 90-річного Василя Шевчука, відомого письменника, краєзнавця, ветерана Другої світової війни.